# Henrik Ilmari Augustus Hiitonen
 Henrik Ilmari Augustus Hiitonen (o Hidén) ( 1898 - 1986 ) fue un botánico y pteridólogo finés; muy reconocido por su Flora de Finlandia.

## Algunas publicaciones

### Libros
- Hiitonen, HIA. 1933. Flora of Finland. Ed. Suomen Kasvio. 771 pp.
- Hiitonen, HIA. 1934. Suomen putkilokasvit, luettelo suomessa luonnonvaraisina villiytneinä ja yleisimmin viljeltyinä Kasvavista putkilokasveista (Plantas vasculares finesas, lista natural Suomessa villiytneinä y las más comúnmente producidos por las vasculares). Ed. Kustannusosakeyhtiö Otava, Helsinki. 160 pp.
- ----.  Otavan Varikasvio.ISBN 951-1-06275-1
- ----. 1949. Karjalan kannas kasvien vaellustienä lajien nykylevinneisyyden valoss. Ed. Societas zoologica-botanica Fennica Vanamo
- ----; A Poijärvi. 1959. Koulu-ja retkeily-kasvio (La escuela y la juventud de Kasvio). Ed. Kustannusosakeyhtiö Otava, Helsinki. 471 pp.

- La abreviatura «Hiitonen» se emplea para indicar a Henrik Ilmari Augustus Hiitonen como autoridad en la descripción y clasificación científica de los vegetales.[1]